# クリソベリル (競走馬)
クリソベリル（英：Chrysoberyle）は、日本の競走馬、種牡馬。主な勝ち鞍は2019年のジャパンダートダービー、チャンピオンズカップ、2020年の帝王賞、JBCクラシック。2019年のJRA賞最優秀ダートホース。
馬名の由来は金緑石からで、玉髄の一つであり母馬の名前でもあるクリソプレーズからの連想による。

## 経歴

### デビュー前
2016年2月10日に北海道安平町のノーザンファームで誕生。一口馬主法人「キャロットクラブ」から総額5,600万円（1口14万円×400口）で募集され、全兄クリソライトや半兄リアファルと同じノーザンファーム空港牧場のB2厩舎で育成された。育成中は兄クリソライトよりも柔軟性を評価されており、樋口政春厩舎長からは「芝でもやれるのでは?」と思われていた。父譲りの好馬体だけでなく、兄達と比べて落ち着いた気性の持ち主で、調教でも折り合いに苦労することはなかった。

### 2歳（2018年）
全兄クリソライトと同じく栗東・音無秀孝厩舎に入厩し、9月17日阪神の新馬戦で川田将雅を背にデビュー。スタートで後手を踏むも道中好位で追走し4コーナーで先頭に立つと、最後はハギノオムイデアルに7馬身差をつけ圧勝した。

### 3歳（2019年）
3月2日阪神の500万下で実戦復帰。中団のやや後ろに位置すると直線で後続を突き離して1着、2連勝となる。5月2日園田の兵庫チャンピオンシップは好位でレースを進めると3～4コーナーで先頭に立つと直線ではヴァイトブリックに5馬身差をつけ重賞初制覇を果たした。川田の騎乗停止のため代打騎乗したクリストフ・ルメールは「ダートで大きなレースを勝てる馬」と高く評価した。
次戦のジャパンダートダービーでも単勝1.2倍の圧倒的1番人気に支持される。2戦ぶりに騎乗する川田とのコンビで中団からレースを進め、直線で外に進路を取ると、先行したデルマルーヴルを並ぶ間もなく交わし去り、全兄クリソライトとの兄弟制覇を達成した。
秋は日本テレビ盃から始動。逃げたロンドンタウンを直線半ばで楽に交わして先頭に立ち、最後は4馬身差をつける完勝でデビュー5連勝を飾った。レース後、音無師はJBCクラシックには向かわずチャンピオンズカップを目指すと宣言した。
そして迎えたチャンピオンズカップには2017年の覇者ゴールドドリームをはじめとするGI(JpnI含む)勝ち馬6頭が集まり、前哨戦の武蔵野SやみやこSの勝ち馬も参戦した。その中でゴールドドリームに次ぐ2番人気に支持され、レースでは5番枠から好スタートを決めて逃げるインティの後ろを追走、直線で力強くそのインティを捕らえきると外から迫るゴールドドリームもクビ差退けてデビューから6連勝でGI2勝目を飾った。勝ちタイム1分48秒5はレースレコードで、キャリア最少6戦目でのチャンピオンズC優勝の他、6戦無敗での古馬混合GI制覇は2002年にエリザベス女王杯を勝ったファインモーションに並ぶ記録、無敗でのダートGI制覇は史上初の快挙となった。
2019年のJRA賞各賞を決定する委員会では、有効票数274票のうち270票という圧倒的な票数を集めてJRA賞最優秀ダートホースに選出された。

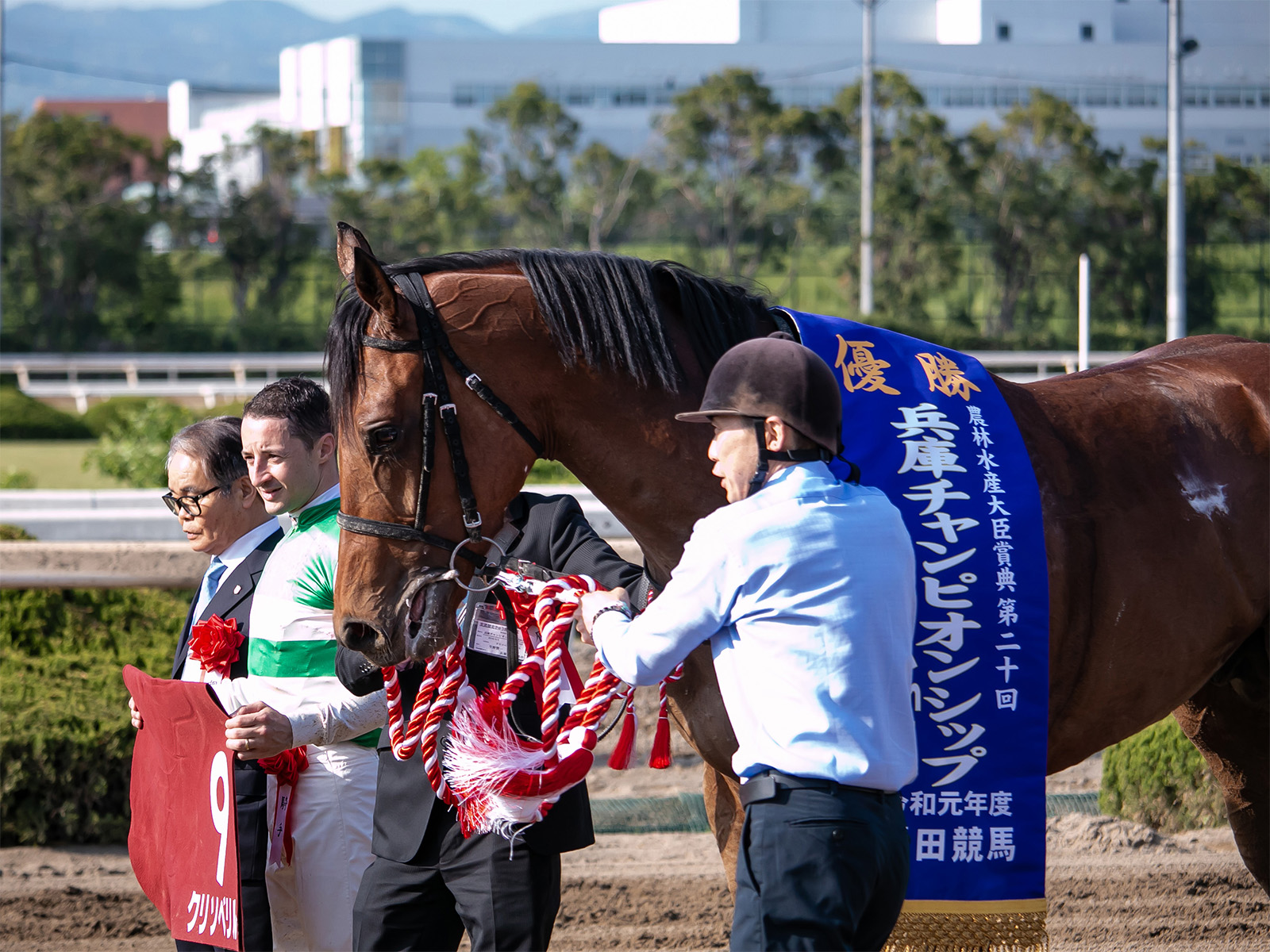
2019年兵庫CS
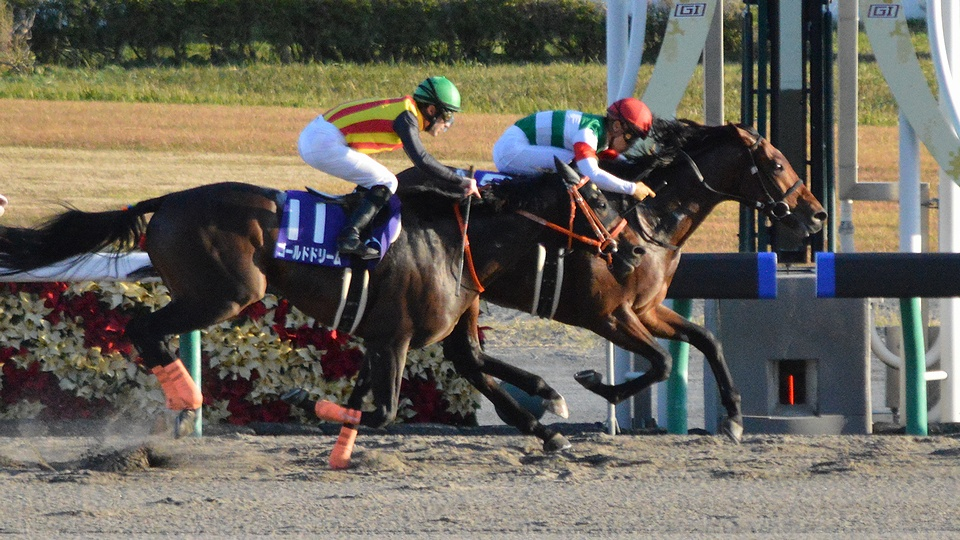
2019年チャンピオンズC
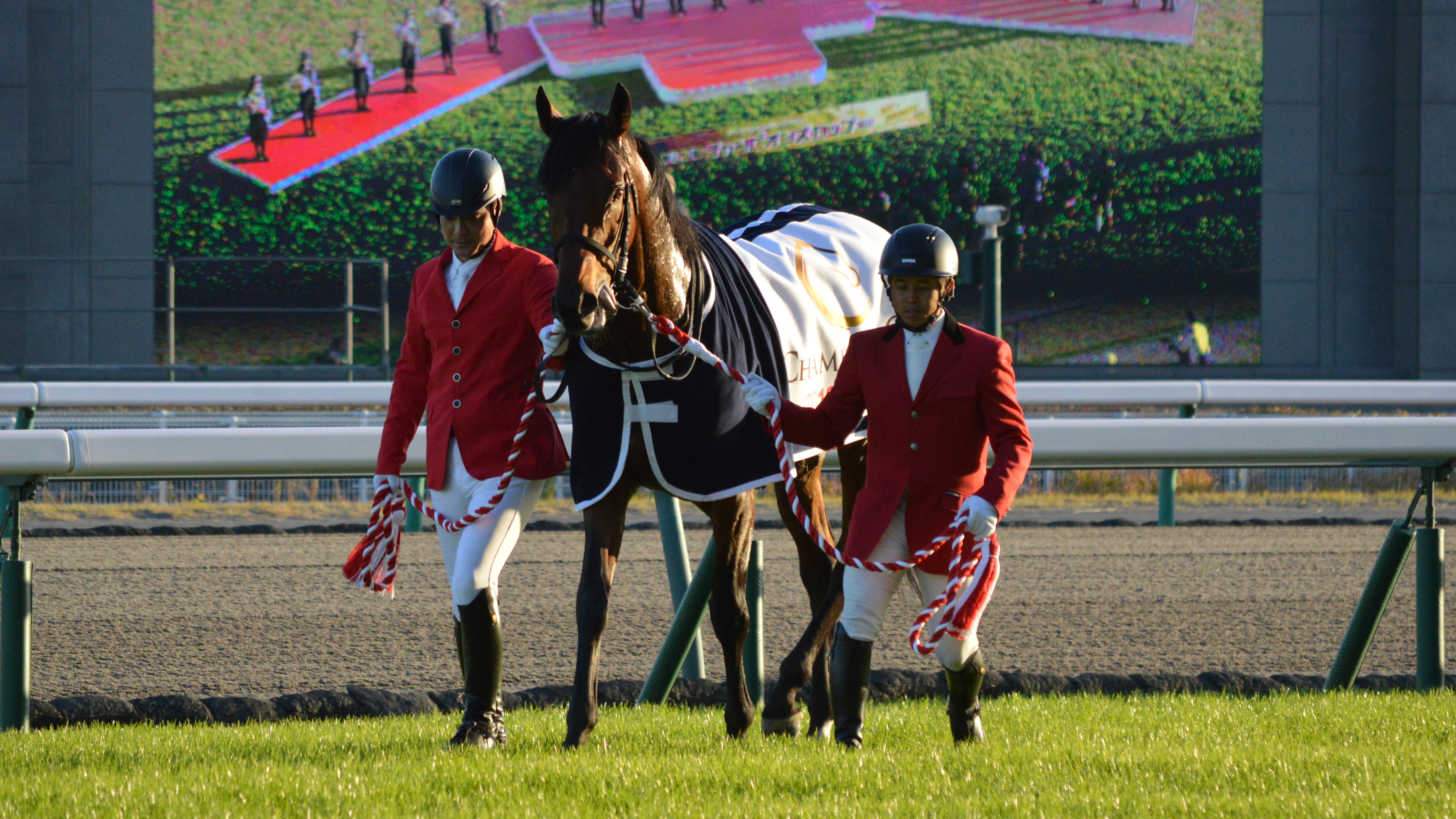

### 4歳（2020年）
本年より創設された世界最高賞金額を誇るサウジカップの招待馬に選出されたため、サウジアラビア遠征を敢行。迎えたサウジカップにクリストフ・スミヨンを鞍上に迎え、ゴールドドリームと共に出走したが、中団後方から追い上げてきたが世界の強豪との差を詰められず7着（1位入線のマキシマムセキュリティがのちに薬物違反により失格となったため6着に繰り上げ）。デビューからの連勝は6でストップした。レース後、管理する音無調教師は「スタートが悪く、自分のレースができなかった。ドバイで頑張ります」とコメントした。
その後ドバイワールドカップ招待馬に選出され、同レースに出走予定だったが、新型コロナウイルス感染拡大の影響で現地到着後にレースの中止が発表されたため、日本へ帰国することとなった。
帰国初戦に選択した帝王賞には前走かしわ記念で戦列復帰したルヴァンスレーヴや連覇を狙うオメガパフュームらが出走。その中でオメガパフュームに次ぐ2番人気に推されると、レースでは道中好位3番手追走から直線早め先頭に立つとゴールまで押し切り、2着オメガパフュームに2馬身差をつけ優勝。国内でのデビューからの連勝記録を7に伸ばし、GI/JpnI3勝目を飾った。
秋はJBCクラシックから始動。このレースには帝王賞で2, 3着のオメガパフューム、チュウワウィザードも出走していたが、それらを抑えて単勝1.3倍の圧倒的1番人気に支持された。レースでは、先行するダノンファラオら2頭を見る形で3番手を追走。直線でその2頭を楽な手応えのまま交わすと、最終的に2着オメガパフュームに2馬身半差で優勝した。これで国内ではデビューから無敗の8連勝となり、鞍上の川田は同レース連覇となった。
続いてチャンピオンズカップに出走。1.4倍と断然の人気を集めたが、直線で伸びあぐねて4着。国内レースで初めて敗北した。レース後、右後肢繋ぎの輪状靭帯を傷めていることが判明した。

### 5歳（2021年）
2月2日、右後肢繋ぎの輪状靭帯の手術を受けたが、2月19日には術後に感染性の腱鞘炎にかかって再手術を受けたことが発表されるなど術後の経過が思わしくなく、復帰までには10か月近くを要することとなった。復帰レースにはJBCクラシック出走を見据えて日本テレビ盃を選択。長期休養明けにもかかわらず単勝1.5倍の圧倒的支持を受けるが、道中は掛かり気味に好位追走するも直線で失速、逃げ切ったサルサディオーネから0.8秒差の6着に敗れた。レース後はノーザンファームしがらきへ放牧に出されたが、検査の結果ステージ4の喘鳴症に罹っていることが発覚、回復の見込みが立たないことから10月13日にキャロットクラブから引退が発表され、同日付で競走馬登録を抹消された。

## 種牡馬時代
2022年から北海道勇払郡安平町の社台スタリオンステーションで種牡馬となる。初年度の種付料は300万円。

## 競走成績
出典なき場合、以下の内容はnetkeiba.comの情報に基づく。
| 競走日     | 競馬場 | 競走名            | 格    | 距離（馬場）  | 頭 数 | 枠 番 | 馬 番 | オッズ （人気） | 着順 | タイム （上がり3F） | 着差 | 騎手       | 斤量 [kg] | 1着馬（2着馬）         | 馬体重 [kg] | 出典   |
| ---------- | ------ | ----------------- | ----- | ------------- | ----- | ----- | ----- | --------------- | ---- | ------------------- | ---- | ---------- | --------- | ---------------------- | ----------- | ------ |
| 2018.09.17 | 阪神   | 2歳新馬           |       | ダ1800m（良） | 11    | 7     | 9     | 001.20（1人）   | 01着 | R1:55.3（38.0）     | -1.1 | 川田将雅   | 54        | （ハギノオムイデアル） | 524         |        |
| 2019.03.02 | 阪神   | 3歳500万下        |       | ダ1800m（稍） | 11    | 1     | 1     | 001.60（1人）   | 01着 | R1:52.2（37.0）     | -1.2 | 川田将雅   | 56        | （アヴァンセ）         | 540         |        |
| 0000.05.02 | 園田   | 兵庫CS            | JpnII | ダ1870m（重） | 12    | 7     | 9     | 001.10（1人）   | 01着 | R1:57.3（36.6）     | -0.9 | C.ルメール | 56        | （ヴァイトブリック）   | 544         |        |
| 0000.07.10 | 大井   | ジャパンDダービー | JpnI  | ダ2000m（稍） | 14    | 7     | 12    | 001.20（1人）   | 01着 | R2:06.1（37.4）     | -0.6 | 川田将雅   | 56        | （デルマルーヴル）     | 538         |        |
| 0000.09.23 | 船橋   | 日本テレビ盃      | JpnII | ダ1800m（稍） | 8     | 8     | 11    | 001.10（1人）   | 01着 | R1:52.1（36.9）     | -0.4 | 川田将雅   | 55        | （ロンドンタウン）     | 539         |        |
| 0000.12.01 | 中京   | チャンピオンズC   | GI    | ダ1800m（良） | 16    | 3     | 5     | 004.40（2人）   | 01着 | R1:48.5（35.4）     | -0.0 | 川田将雅   | 55        | （ゴールドドリーム）   | 550         |        |
| 2020.02.29 | KAA    | サウジC           |       | ダ1800m（良） | 14    |       | 3     |                 | 06着 | R1:51.84            | 1.26 | C.スミヨン | 57        | Midnight Bisou         | 計不        | [ 34 ] |
| 0000.06.24 | 大井   | 帝王賞            | JpnI  | ダ2000m（重） | 14    | 5     | 8     | 003.10（2人）   | 01着 | R2:05.3（36.2）     | -0.4 | 川田将雅   | 57        | （オメガパフューム）   | 540         |        |
| 0000.11.03 | 大井   | JBCクラシック     | JpnI  | ダ2000m（稍） | 15    | 3     | 5     | 001.30（1人）   | 01着 | R2:02.5（36.8）     | -0.5 | 川田将雅   | 57        | （オメガパフューム）   | 542         |        |
| 0000.12.06 | 中京   | チャンピオンズC   | GI    | ダ1800m（良） | 16    | 8     | 15    | 001.40（1人）   | 04着 | R1:49.9（37.3）     | -0.6 | 川田将雅   | 57        | チュウワウィザード     | 554         |        |
| 2021.09.29 | 船橋   | 日本テレビ盃      | JpnII | ダ1800m（良） | 11    | 2     | 2     | 001.50（1人）   | 06着 | R1:54.3（40.4）     | -0.8 | 川田将雅   | 58        | サルサディオーネ       | 546         |        |

## 血統表
| クリソベリルの血統              | クリソベリルの血統                                   | クリソベリルの血統                            | （血統表の出典）                              | （血統表の出典） |
| 父系                            | ヘイロー系（サンデーサイレンス系）                   | ヘイロー系（サンデーサイレンス系）            | ヘイロー系（サンデーサイレンス系）            | [ § 2 ]          |
| 父 ゴールドアリュール 1999 栗毛 | 父の父*サンデーサイレンス Sunday Silence 1986 青鹿毛 | Halo                                          | Hail to Reason                                | Hail to Reason   |
| 父 ゴールドアリュール 1999 栗毛 | 父の父*サンデーサイレンス Sunday Silence 1986 青鹿毛 | Halo                                          | Cosmah                                        |                  |
| 父 ゴールドアリュール 1999 栗毛 | 父の父*サンデーサイレンス Sunday Silence 1986 青鹿毛 | Wishing Well                                  | Understanding                                 | Understanding    |
| 父 ゴールドアリュール 1999 栗毛 | 父の父*サンデーサイレンス Sunday Silence 1986 青鹿毛 | Wishing Well                                  | Mountain Flower                               |                  |
| 父 ゴールドアリュール 1999 栗毛 | 父の母*ニキーヤ Nikiya 1993 鹿毛                     | Nureyev                                       | Northern Dancer                               | Northern Dancer  |
| 父 ゴールドアリュール 1999 栗毛 | 父の母*ニキーヤ Nikiya 1993 鹿毛                     | Nureyev                                       | Special                                       |                  |
| 父 ゴールドアリュール 1999 栗毛 | 父の母*ニキーヤ Nikiya 1993 鹿毛                     | Reluctant Guest                               | Hostage                                       | Hostage          |
| 父 ゴールドアリュール 1999 栗毛 | 父の母*ニキーヤ Nikiya 1993 鹿毛                     | Reluctant Guest                               | Vaguely Royal                                 |                  |
| 母 クリソプレーズ 2002 黒鹿毛   | 母の父*エルコンドルパサー 1995 黒鹿毛                | Kingmambo                                     | Mr. Prospector                                | Mr. Prospector   |
| 母 クリソプレーズ 2002 黒鹿毛   | 母の父*エルコンドルパサー 1995 黒鹿毛                | Kingmambo                                     | Miesque                                       |                  |
| 母 クリソプレーズ 2002 黒鹿毛   | 母の父*エルコンドルパサー 1995 黒鹿毛                | *サドラーズギャル                             | Sadler's Wells                                | Sadler's Wells   |
| 母 クリソプレーズ 2002 黒鹿毛   | 母の父*エルコンドルパサー 1995 黒鹿毛                | *サドラーズギャル                             | Glenveagh                                     |                  |
| 母 クリソプレーズ 2002 黒鹿毛   | 母の母*キャサリーンパー Catherine Parr 1987 青鹿毛   | Riverman                                      | Never Bend                                    | Never Bend       |
| 母 クリソプレーズ 2002 黒鹿毛   | 母の母*キャサリーンパー Catherine Parr 1987 青鹿毛   | Riverman                                      | River Lady                                    |                  |
| 母 クリソプレーズ 2002 黒鹿毛   | 母の母*キャサリーンパー Catherine Parr 1987 青鹿毛   | Regal Exception                               | Ribot                                         | Ribot            |
| 母 クリソプレーズ 2002 黒鹿毛   | 母の母*キャサリーンパー Catherine Parr 1987 青鹿毛   | Regal Exception                               | Rajput Princess                               |                  |
| 母系(F-No.)                     | キャサリーンパー(USA)系(FN:16-a)                     | キャサリーンパー(USA)系(FN:16-a)              | キャサリーンパー(USA)系(FN:16-a)              | [ § 3 ]          |
| 5代内の近親交配                 | Nureyev 3×5 15.63%、Northern Dancer 4×5 9.38%        | Nureyev 3×5 15.63%、Northern Dancer 4×5 9.38% | Nureyev 3×5 15.63%、Northern Dancer 4×5 9.38% | [ § 4 ]          |
| 出典                            | 1. 2. 3. 4.                                          | 1. 2. 3. 4.                                   | 1. 2. 3. 4.                                   | 1. 2. 3. 4.      |

- 全兄に2013年ジャパンダートダービー優勝馬クリソライト、半姉に2015年エリザベス女王杯・2016年宝塚記念優勝馬マリアライト（父：ディープインパクト）、半兄に2015年神戸新聞杯優勝馬リアファル（父：ゼンノロブロイ）がいる。
- 母クリソプレーズの全弟にジャパンカップダート勝ちのあるアロンダイトがいる。
- 近親にフラワーカップ勝ちのあるイブキニュースターやジャパンカップ3着のエスプリデュノールがいる。